# Majka Armenija
Majka Armenija (armenski Մայր-Հայաստան) — spomenik u čast pobjede Sovjetskog Saveza u Velikom domovinskom ratu, i simbol grada Erevana. Visok je 51 m, dok je sam kip visok 22 metra. Nalazi se u Parku pobjede u Erevanu. Spomenik predstavlja i nacionalno utjelovljenje armenskog naroda i njihove zemlje, Armenije.
Postolje je napravio od granita arhitekt Rafael Israeli, a na njemu su bili nacionalni motivi i ornamenti izrezbareni na kamenu. Prvotno je na njemu bio kip Staljina kog je napravio Sergej Merkurov, uklonjen je 1962. kad je Sovjetski Savez rasčistio sa staljinizmom. Kip Majke Armenije (ruski «Мать Армения») izrađen je od bakra i postavljen 1967. Kip simbolizira moć i jačinu Domovine. Kip Majke Armenije drži mač u rukama, dok joj štit leži na nogama.
U podnožju spomenika nalazi se muzej Ministarstva obrane napravljen od bazalta, u kojem su izloženi eksponati iz vremena Velikog domovinskog rata i rata u Gorskom Karabahu: osobne stvari, oružje, dokumenti i portreti heroja. Oko postolja poredano je naoružanje iz tog vremena.